# Le Voci Atroci
Le Voci Atroci sono stati un gruppo musicale a cappella italiano.

## Storia
Il gruppo, originario di Genova, fu attivo negli anni '90, e rappresentò un caso peculiare nel pop-rock italiano, unendo nel proprio stile la satira-umoristica al canto tecnico a cappella, contraltare sarcastico e politicamente scorretto a gruppi vocali allora in voga come i Neri per caso.
Il gruppo venne fondato da Andrea Ceccon, Alberto "Bobby Soul" Debenedetti, Marco Fossati, Luca Pagnotta e Luca Praussello. Ebbe in seguito vari cambi nella formazione, con l'ingresso della voce femminile Esmeralda Sciascia al posto di Luca Praussello, e poi di Martino Roberts al posto Luca Pagnotta. Successivamente sono entrati Fabrizio Casalino e Andrea Rodini.
Nel 1997 parteciparono a Sanremo Giovani con la canzone Barbara.

## Discografia
- Cattiveria naïf (Vox Pop, 1995)
- Saluti da Saturno (Emi, 1997)